# Confederația Sindicatelor Democratice din România
Confederația Sindicatelor Democratice din România (CSDR) este un sindicat din România, înființat în anul 1994 prin desprinderea din CNSLR-Frăția.
A fost înființat de Victor Ciorbea, care avea să devină mai târziu prim ministru al României, și care fusese președinte al sindicatului CNSLR-Frăția, precum și al sindicatului CNSLR, înaintea fuziunea acestuia cu sindicatul CSI Frăția.
CSDR are un număr de aproximativ 350.000 membri.